# Once Upon a Time in Hollywood
Once Upon a Time in Hollywood  (titulada: Érase una vez en Hollywood, en España, y Había una vez en Hollywood en Hispanoamérica) es una película estadounidense de comedia dramática de 2019, escrita y dirigida por Quentin Tarantino. La cinta fue protagonizada por Leonardo DiCaprio, Brad Pitt, Margot Robbie y demás actores los cuales interpretan a grandes artistas de la época dorada de Hollywood.
La historia se centra en la vida del actor de Hollywood venido a menos, Rick Dalton (DiCaprio), y la de su amigo y doble de acción, Cliff Booth (Pitt). De manera paralela a la trama principal, se narran fragmentos de la vida de la actriz Sharon Tate (Robbie) y de los miembros de la secta la Familia Manson, liderada por Charles Manson.
La película homenajea también a la época dorada del western en Almería, el que fuera uno de los platós naturales predilectos de Sergio Leone. En la película aparecen varios guiños a Almería, así como a su Desierto de Tabernas, el cual ha sido sede de cientos de rodajes de películas a lo largo de la historia. Cabe mencionar que, tras la finalización del rodaje de Once Upon a Time in Hollywood, su director, Quentin Tarantino declaró: «Quiero visitar Almería sea como sea y rodar allí mi propio western».
La película se estrenó en el Festival de Cine de Cannes el 21 de mayo de 2019, en los Estados Unidos el 26 de julio de 2019 y en el Reino Unido el 14 de agosto de ese mismo año. Recaudó 344 millones de dólares en todo el mundo, y The Hollywood Reporter escribió que los críticos tenían «una visión general positiva» de la película, al considerarla «la carta de amor de Tarantino a los años 60 en Los Ángeles» y se elogió las elecciones de reparto y la ambientación en general, si bien algunos estaban «divididos sobre su final».
La película tuvo 10 candidaturas a los Premios Óscar, y ganó en las categorías de Mejor Actor de Reparto para Brad Pitt y de Mejor Diseño de Producción.

## Argumento
En febrero de 1969, el actor de Hollywood, Rick Dalton, protagonista de la serie de televisión western Bounty Law, teme que, al no ser ya tan joven y tener problemas con el alcohol, su carrera se haya terminado. El agente de reparto Marvin Schwarz le aconseja que haga spaghetti westerns, pero Dalton siente que están por debajo de él y lo que se merece en su carrera de actor. Su amigo y doble, Cliff Booth, un veterano de la Segunda Guerra Mundial que vive en un remolque con su pitbull —de nombre Brandy—, conduce para Dalton debido a que el alcoholismo de Dalton le ha causado múltiples infracciones de tráfico y le han quitado el permiso.
Booth lucha por encontrar trabajo debido a los rumores de que él asesinó a su mujer. De manera paralela, la actriz Sharon Tate y su marido, el director Roman Polanski, se mudan a la casa de al lado de la de Dalton, quien sueña con hacerse amigo de ellos para restaurar su estatus como actor y participar en alguna película importante en el futuro, por el prestigio de Polanski como director de cine internacional. Esa noche, Sharon Tate y Roman Polanski asisten a una fiesta llena de celebridades en la Mansión Playboy.
Al día siguiente, Booth lleva a Dalton a los estudios de cine para las grabaciones y vuelve a la casa para reparar la antena de televisión de Dalton, y recuerda una pelea que tuvo con Bruce Lee en el set de The Green Hornet —lo que resultó en el despido de Booth como doble de acción, especialmente por lanzar a Lee contra un coche y causar una gran abolladura en la puerta. Charles Manson se detiene en la residencia de Roman Polanski en busca de Terry Melcher, quien vivía allí, pero Jay Sebring lo aparta y le dice que ahora ellos viven en esa casa. Mientras conduce el coche de Dalton por Los Ángeles, Booth recoge a una mujer autoestopista, «Pussycat». Él la deja en el Rancho Spahn, donde Booth una vez filmó Bounty Law y observa a los hippies que viven allí (la Familia Manson).
Sospechando que se están aprovechando del propietario, el anciano George Spahn, Booth insiste en verlo a pesar de las objeciones de «Squeaky». Spahn está ciego, habla con él, pide lo deje dormir la siesta para acompañar en la noche a su novia, descarta los temores de Booth que se marcha del lugar entre los gritos de los hippies. Èste descubre luego que «Clem», ha rajado un neumático de su coche con un cuchillo. Entonces, Booth lo golpea y le obliga a cambiar la rueda. Las mujeres se quedan asustadas por la violencia de Booth y le piden a uno de los hippies, llamado «Tex», que estaba cabalgando por el lugar con dos turistas, que se ocupe de la situación y se enfrente a Booth, pero llega cuando Booth se marcha. En otro momento, Tate sale a pasear y se detiene en una sala de cine para ver su actuación en The Wrecking Crew.
Dalton interpreta a un villano en el capítulo piloto de la serie Lancer y entabla una conversación con su coprotagonista de 8 años, Trudi Fraser en los estudios de filmación de cine. Dalton se afana con su diálogo en la actuación y la filmación se interrumpe varias veces. Después de tener un colapso nervioso en su tráiler, Dalton ofrece una actuación que impresiona a Fraser y al director, Sam Wanamaker, reforzando la confianza de Dalton. Después de llegar a la casa con Booth para ver su participación en la serie de televisión y ver la actuación de Dalton como invitado en un episodio de la serie The F.B.I., Schwarzs lo reserva como el protagonista del próximo wéstern de Sergio Corbucci, Nebraska Jim. Dalton lleva a su doble Booth con él por un período a Italia, durante el cual aparece en dos wésterns adicionales y en una comedia de tipo Eurospy, donde Booth conduce el coche saltando por un puente levadizo y se casa con la estrella italiana Francesca Capucci.
Al volver a casa en Los Ángeles, Dalton le comunica a Booth que ya no puede pagar sus servicios de doble de acción, se va a mudar a un apartamento, vender la casa y prepararse para su nueva vida de casado. Salen a tomar algo y luego vuelven a la casa de Dalton en taxi. Booth se fuma un cigarrillo con un ácido y lleva a Brandy a dar un paseo por la noche. En paralelo, «Tex», «Sadie», «Flower Child» y «Katie», se estacionan fuera preparando asesinar a todos en la casa de Tate. Dalton al verlos y oír su viejo coche con el tubo de escape dañado, les grita y ordena que se vayan de forma grosera, pedante y arrogante. Cambiando sus planes, entonces deciden matar a Dalton después de que «Sadie» razona que gracias a Hollywood y a Rick Dalton ellos «aprendieron a asesinar». «Flower Child» de forma sorprendente se marcha asustada en el viejo coche, abandonando a los otros tres asesinos.
El resto irrumpe en la casa de Dalton y se enfrentan a Capucci y Booth, cuando vuelve de pasear al perro, quien los reconoce del Spahn Ranch. Booth le ordena a Brandy que ataque, y juntos matan a «Katie», muerde y mata a «Tex» y hieren gravemente a «Sadie». Ella tropieza fuera, alarmando a Dalton y cayendo en la piscina del mismo —quien estaba bebiendo y oyendo música con auriculares en ella, ajeno al alboroto y muy asustado: va en busca de un lanzallamas, regalo de un antigua producción de la película y la quema viva en la piscina. Llega la policía y una ambulancia, Booth es hospitalizado tras haber sufrido un corte con el cuchillo en la lucha contra los asesinos, la policía toma declaraciones y Rick promete que irá a ver a Cliff mañana al hospital, y bromea con que su perro esta descansando con la mujer de Rick. Sebring se asoma a la puerta de entrada de la casa de Roman Polanski para saber lo que está pasando con la policía, entabla conversación con Dalton y Sharon Tate lo invita a tomar una copa en su hogar.

## Elenco y personajes
- Leonardo DiCaprio como Rick Dalton, un actor que protagonizó la serie de televisión wéstern Bounty Law de 1958 a 1963. Su intento de transición al cine no funcionó y en 1969 está luchando por conseguir trabajo, apareciendo como invitado en otros shows mientras considera ir a Italia.
- Brad Pitt como Cliff Booth, doble de Rick y su amigo cercano.
- Margot Robbie como Sharon Tate, actriz embarazada casada con Roman Polanski.
- Emile Hirsch como Jay Sebring, estilista de Hollywood y amigo de Sharon Tate.
- Margaret Qualley como «Pussycat», miembro de la Familia Manson.
- Timothy Olyphant como James Stacy, actor que coprotagonizó la serie de televisión wéstern Lancer, en la que interpretaba a Johnny Madrid Lancer.
- Julia Butters como Trudi Fraser, una niña actriz de la serie Lancer.
- Austin Butler como Charles «Tex» Watson, miembro de la Familia Manson.
- Dakota Fanning como Lynette «Squeaky» Fromme, miembro de la Familia Manson.
- Bruce Dern como George Spahn, un hombre ciego de 80 años que alquilaba su rancho de Los Ángeles. Charles Manson convenció a Spahn para que le permitiera a él y a sus seguidores vivir en el rancho, meses antes de que asesinaran a Sharon Tate y otras seis personas. En lugar de pagar la renta, Manson obligó a sus seguidoras a ir a la cama con el dueño del rancho, y servirles como sus guías visuales (anteriormente iba a ser interpretado por Burt Reynolds, pero este falleció antes de rodar sus escenas).
- Mike Moh como Bruce Lee.
- Luke Perry como Wayne Maunder, actor que coprotagonizó la serie de televisión wéstern Lancer, en la que interpretaba a Scott Lancer. Perry murió el 4 de marzo de 2019, habiendo grabado todas sus escenas.
- Damian Lewis como Steve McQueen, actor y amigo de Jay Sebring.
- Al Pacino como Marvin Schwartz, el agente de Rick Dalton.
- Nicholas Hammond como Sam Wanamaker, actor y director.
- Samantha Robinson como Abigail Folger, novia de Wojciech Frykowski, así como la heredera de la empresa Folger Coffee.
- Rafał Zawierucha como Roman Polanski, aclamado cineasta y marido de Tate.
- Lorenza Izzo como Francesca Cappuci, actriz italiana y esposa de Rick Dalton.
- Costa Ronin como Wojciech Frykowski, guionista amigo de Roman Polanski.
- Damon Herriman como Charles Manson.
- Lena Dunham como Catherine «Gypsy» Share, miembro de la Familia Manson.
- Madisen Beaty como Patricia «Katie» Krenwinkel, miembro de la Familia Manson.
- Mikey Madison como Susan «Sadie» Atkins, miembro de la Familia Manson.
- James Landry Hébert como Steve «Clem» Grogan, miembro de la Familia Manson.
- Maya Hawke como Linda «Flower Child» Kasabian, miembro de la Familia Manson.
- Victoria Pedretti como Leslie «Lulu» Van Houten, miembro de la Familia Manson.
- Sydney Sweeney como Dianne «Snake» Lake, miembro de la Familia Manson.
- Harley Quinn Smith como Lynette Fromme «Froggie», miembro de la Familia Manson.
- Dallas Jay Hunter como «Delilah», miembro de la Familia Manson.
- Kansas Bowling como Sandra «Blue» Good, miembro de la Familia Manson.
- Parker Love Bowling como «Tadpole», miembro de la Familia Manson.
- Cassidy Vick Hice como «Sundance», miembro de la Familia Manson
- Ruby Rose Skotchdopole como «Butterfly», miembro de la Familia Manson.
- Danielle Harris como «Angel», miembro de la Familia Manson.
- Josephine Valentina Clark como Catherine «Happy Cappy» Gillies, miembro de la Familia Manson.
- Dyani Del Castillo como «Pebbles», miembro de la Familia Manson.
- Ronnie Zappa como Bobby «Top Hat» Beausoleil, miembro de la Familia Manson.
- Dreama Walker como Connie Stevens, actriz que vivía cerca de Sharon Tate y exmujer de James Stacy.
- Rachel Redleaf como Cass Elliot, cantante de The Mamas & The Papas.
- Rebecca Rittenhouse como Michelle Phillips, cantante de The Mamas & The Papas.
- Rumer Willis como Joanna Pettet, actriz y amiga de Sharon Tate.
- Spencer Garrett como Allen Kincade, personalidad televisiva.
- Rebecca Gayheart como Billie, difunta esposa de Cilff Booth.
- Kurt Russell como Randy, un coordinador de escenas de riesgo.
- Zoë Bell como Janet, la esposa de Randy.
- Michael Madsen y Martin Kove como sheriffs en Bounty Law.
- James Remar como un villano en Bounty Law.
- Clifton Collins Jr. como Ernesto Vaquero «El Mexicano» en Lancer.
- Scoot McNairy como «Business» Bob Gilbert, vaquero en Bounty Law.
- Marco Rodríguez como el barman en Lancer.
- Daniella Pick como Daphna Ben-Cobo.
- Ramón Franco como gerente de cine.
- Keith Jefferson, Eddie Perez, Maurice Compte y Lew Temple como los «Land Pirates» en Lancer.

## Producción
El 11 de julio de 2017, se anunció que Quentin Tarantino había escrito un guion para una película sobre los asesinatos de la familia Manson, que dirigiría como su próximo proyecto. Harvey y Bob Weinstein estarían involucrados, pero no se sabía si su estudio, The Weinstein Company, distribuiría la película, ya que Tarantino buscó la película antes de enviar un paquete a los estudios. Brad Pitt y Jennifer Lawrence fueron revelados como dos nombres con los que Tarantino se había acercado para protagonizar la película. El mismo día, se informó por separado que Margot Robbie estaba en conversaciones para interpretar a la actriz Sharon Tate, Samuel L. Jackson también estaba en conversaciones para interpretar un papel importante, y que Pitt estaba en conversaciones para interpretar al detective que investiga los asesinatos.
A raíz de las acusaciones de abuso sexual contra Harvey Weinstein, Tarantino cortó los lazos con The Weinstein Company permanentemente y buscó un nuevo distribuidor después de trabajar con Weinstein durante toda su carrera. Fue en este punto que Leonardo DiCaprio se reveló como uno de los actores que Tarantino estaba considerando para la película. Poco tiempo después, se informó que los estudios seguían por la película ambientada en Los Ángeles a fines de la década de 1960 y principios de la década de 1970, y que Tom Cruise también estaba en conversaciones para uno de los dos papeles masculinos principales, mientras que David Heyman se había unido a la película como productor, que produciría junto con Tarantino y Shannon McIntosh. El 11 de noviembre de 2017, se anunció que Sony Pictures distribuiría la película tras derrotar a Warner Bros., Universal Pictures, Paramount Pictures, Annapurna Pictures y Lionsgate por los derechos. Para ganarse los derechos de distribución de la película, Sony Pictures tuvo que aceptar las demandas de Tarantino, que incluían un «presupuesto de producción de $95 millones de dólares, corte final y controles creativos extraordinarios», más un 25% de las ganancias brutas del primer dólar. Otra demanda era que los derechos de la película volvieran a él después de 10 a 20 años. Durante una extensa entrevista publicitaria de The Hollywood Reporter a Margot Robbie, cuando se le preguntó sobre su posible participación en la película de Tarantino, señaló que «nada es oficial... pero moriría por trabajar con él».
En enero de 2018, DiCaprio firmó oficialmente para protagonizar la película, recibiendo un recorte salarial para colaborar nuevamente con Tarantino. También se reveló que Pitt y Cruise iban por el mismo papel, el de un «fiscal», pero Pitt tuvo que pasar debido a conflictos de programación, por lo que el papel era de Cruise si lo deseaba. Además, se hizo saber que Tarantino había escrito un papel en el guion específicamente para que Al Pacino pudiera actuar. El 28 de febrero de 2018, la película se tituló oficialmente Once Upon a Time in Hollywood, con Pitt en un papel diferente, no el del fiscal. En marzo de 2018, Robbie firmó oficialmente para coprotagonizar la película como Sharon Tate, mientras que Zoë Bell confirmó que ella también aparecería en la película. En mayo de 2018, Burt Reynolds, Tim Roth, Kurt Russell y Michael Madsen se unieron al elenco y los últimos tres en pequeños roles. Timothy Olyphant también fue elegido. En junio de 2018, Damian Lewis, Luke Perry, Emile Hirsch, Dakota Fanning, Clifton Collins Jr., Keith Jefferson, Nicholas Hammond, Al Pacino, James Marsden, Julia Butters y Scoot McNairy se unieron al elenco. En agosto de 2018, el actor Mike Moh se unió al elenco de la película para encarnar el papel de Bruce Lee.

### Rodaje
El rodaje comenzó el 18 de junio de 2018 en la ciudad de Los Ángeles (estado de California), y terminó el 1 de noviembre de 2018. Burt Reynolds murió en septiembre de 2018 antes de filmar cualquiera de sus escenas; en su lugar, Bruce Dern fue elegido como George Spahn. A su vez, también falleció Luke Perry, aunque afortunadamente, éste sí pudo terminar satisfactoriamente todas las escenas que le correspondían.
La directiva de Tarantino era convertir Los Ángeles de 2018 en Los Ángeles de 1969 sin imágenes generadas por computadora. Se requirieron meses de colaboración con planificadores de la ciudad, dueños de negocios, decoradores de escenarios y equipos de construcción.

### Controversia en el casting
El 8 de junio de 2018, la actriz Jameela Jamil escribió en Twitter para condenar el casting de Emile Hirsch, que había sido elegido como Jay Sebring dos días antes, ya que había agredido a su amigo Daniele Bernfeld durante el Festival de Cine de Sundance de 2015, por el cual fue condenado y sentenciado a 15 días de prisión, de los cuales cumplió 9. Jamil afirmó que el casting era un caso de "privilegio de rico blanco".
Con todo, en junio de ese año, las elecciones de casting inspiraron críticas de parte de algunos usuarios de Twitter hacia Tarantino por la falta de diversidad.

## Trasfondo de los personajes
El personaje Rick Dalton está inspirado en un variopinto número de actores de la época, como Steve McQueen, George Maharis, Edd Byrnes, entre otros. Este dato fue señalado por el mismo cineasta, en el podcast Pure Cinema. Al igual que dichos actores, Rick Dalton se hizo popular por una serie de televisión, y luego dio el salto a la pantalla grande. Rick Dalton vive junto a la casa habitada por Roman Polansky y Sharon Tate. En la vida real, también el vecino de junto a la pareja era un reconocido actor de western, Wayne Maunder.
El especialista en acrobacias de Rick, Cliff Booth, es un homenaje a Hal Needham, el doble de Burt Reynolds. Al igual que el dúo en la película, Reynolds y Needham compartieron un vínculo tan estrecho que convivieron durante algunos años. En la película existe otro «arreglo histórico», en la escena donde Cliff golpea a un hippie en el Rancho Spahn. En la vida real, unos miembros masculinos del clan Manson asesinaron al especialista Donald Shea, quien vivía en aquel rancho. Uno de los asesinos era Steve Groogan, que en la película es golpeado salvajemente.
Charles Manson, el líder de la secta La Familia, realiza una breve aparición preguntando por Terry y Dennis en el 10050 de la calle Cielo Drive. La línea hace referencia a cuando Manson visitó la casa habitada por Sharon Tate, en busca de Terry Melcher, un exitoso productor musical que era el arrendatario de la casa cuando Manson le conoció. En la edición final de la película, esta es la única escena que tiene a Charles Manson en ella.
Jay Sebring era amigo y ex de Tate, y ambos amigos de Bruce Lee (a quien Sebring ayudó a comenzar en Hollywood) y Steve McQueen. Sebring y Tate asistieron a una fiesta en la casa de Mama Cass, a la que también asistió Charles Manson. Abigail Folger era heredera de la fortuna del café Folgers y amiga de Tate. Wojciech Frykowski era el novio de Folger y amigo de Tate, Sebring y Polanski. Roman Polanski es un famoso director polaco de cine cuyos créditos incluyen Rosemary's Baby y The Fearless Vampire Killers, en cuyo rodaje conoció a Tate.
Bruce Lee fue un actor que mayormente actuaba con técnicas de artes marciales e interpretó a Kato en The Green Hornet. Enseñó artes marciales a Tate para The Wrecking Crew, y también entrenó a Sebring, Polanski y McQueen.
Mama Cass y Michelle Phillips eran miembros de la banda musical The Mamas and the Papas. La partitura de su canción "Straight Shooter" se encontró en el piano en la escena del crimen dentro de la residencia Tate / Polanski. También se usa en el tráiler oficial de la película. Polanski tuvo una aventura con Phillips mientras estaba casado con Sharon Tate. Harvey "Humble Harve" Miller era un DJ de radio de Los Ángeles, quien fue declarado culpable de matar a su esposa.
Tim Roth, James Marsden y Danny Strong filmaron escenas que fueron cortadas: Marsden interpretó a Burt Reynolds, Strong a Dean Martin y Roth a Amos Russell, mayordomo inglés de Roth Sebring.

## Estreno
La película fue estrenada el 26 de julio de 2019 por Sony Pictures. La cinta originalmente se iba a estrenar el 9 de agosto, coincidiendo con el 50 aniversario de los asesinatos de Tate y LaBianca. En España se estrenó el 15 de agosto, un día antes que en Hispanoamérica.

## Música
Once Upon a Time in Hollywood es también el nombre de la banda sonora. Pitchfork dijo que la música era "un punto culminante" y un "mixtape a menudo inquietante de rock and roll de la época dorada, radio de DJ y comerciales de época".

#### Lista de canciones

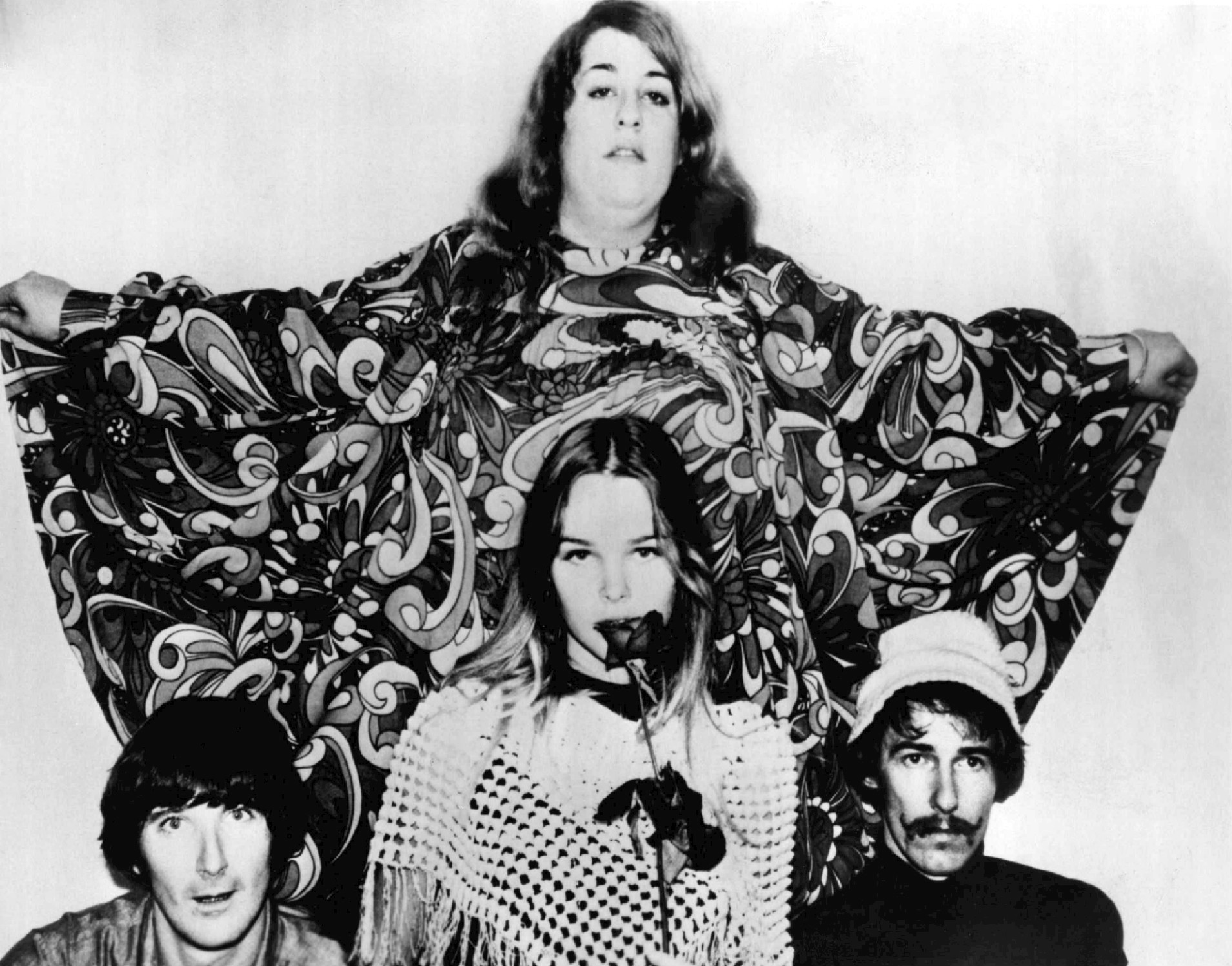
La banda musical The Mamas and the Papas, cuyas integrantes femeninas son retratadas en la película y cuyas canciones aparecen, incluida una versión de José Feliciano.

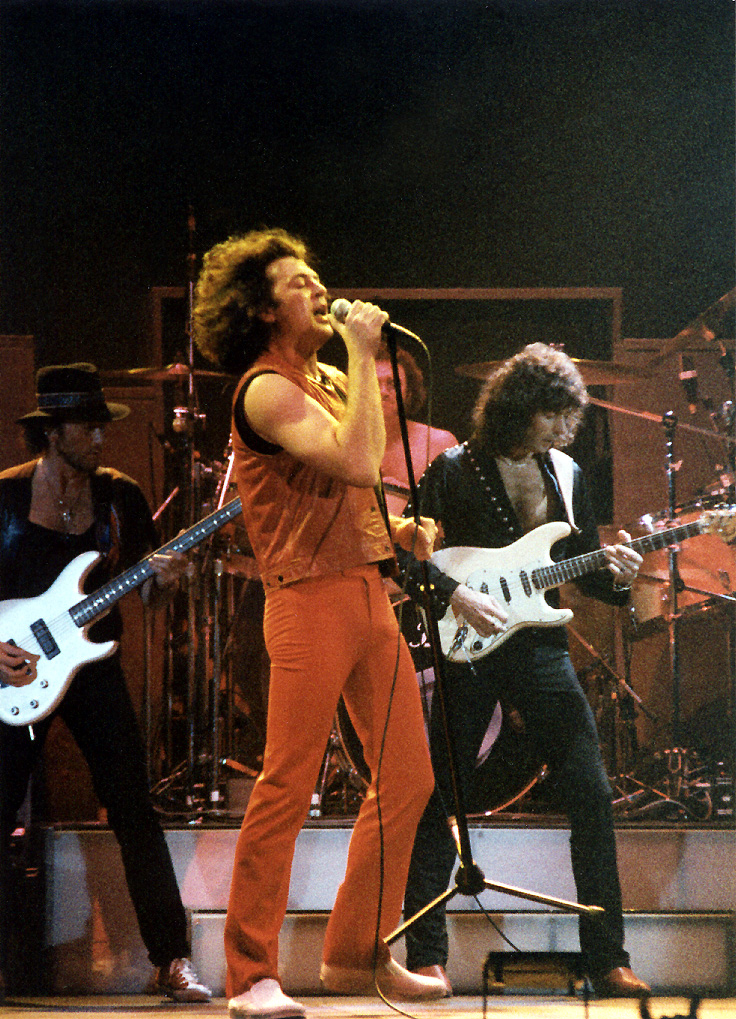
La banda musical Deep Purple, cuyas canciones aparecen en la película.

1. Treat Her Right – Roy Head y Los Traits
2. Ramblin’ Gamblin’ Man – Bob Seger
3. Hush – Deep Purple
4. The Letter – Joe Cocker
5. Hector – The Village Callers
6. Son of a Lovin’ Man – Buchanan Brothers
7. Paxton Quigley's Had The Course – Chad & Jeremy
8. Hungry – Paul Revere & The Raiders
9. Good Thing – Paul Revere & The Raiders
10. Choo Choo Train – The Box Tops
11. Jenny Take A Ride – Mitch Ryder & The Detroit Wheels
12. Kentucky Woman – Deep Purple
13. The Circle Game – Buffy Sainte-Marie
14. Mrs. Robinson – Simon & Garfunkel
15. Bring a Little Lovin’ – Los Bravos
16. Hey Little Girl – Dee Clark
17. Brother Love's Traveling Salvation Show – Neil Diamond
18. Don't Chase Me Around – Robert Corff
19. Mr. Sun, Mr. Moon (con Mark Lindsay) – Paul Revere & The Raiders
20. California Dreamin – José Feliciano
21. Dinamite Jim – I Cantori Moderni Di Alessandroni
22. You Keep Me Hangin’ On – Vanilla Fudge
23. Miss Lily Langtry – Maurice Jarre

#### Lista de posiciones
| Lista (2019)                 | N.º de posición |
| ---------------------------- | --------------- |
| Australia (ARIA)             | 14              |
| Austria (Ö3 Austria)         | 18              |
| Bélgica (Ultratop Flandes)   | 17              |
| Bélgica (Ultratop Valonia)   | 98              |
| República Checa (ČNS IFPI)   | 35              |
| Países Bajos (Album Top 100) | 68              |
| Francia (SNEP)               | 49              |
| Hungría (MAHASZ)             | 35              |
| Polonia (ZPAV)               | 13              |
| España (PROMUSICAE)          | 15              |
| Suiza (Schweizer Hitparade)  | 16              |

## Recepción

### Taquilla
Hasta el 27 de agosto de 2019, Once Upon a Time in Hollywood había recaudado $ 123.8 millones de dólares en Estados Unidos y Canadá, y $ 116.6 millones en otros territorios, para un total mundial de $ 240.4 millones de dólares.
En Estados Unidos y Canadá, se proyectó que la película recaudaría entre 30 y 40 millones de dólares de 3.659 salas de cine en su primer fin de semana, con algunas proyecciones de hasta $ 50 millones o de $ 25 millones. La semana de su lanzamiento, Fandango informó que había sido la más vendida de todas las películas de Tarantino. Ganó $ 16.9 millones de dólares en su primer día, incluidos $ 5.8 millones de los avances de la noche del jueves (el total más alto de la carrera de Tarantino). Luego debutó con $ 41.1 millones de dólares, terminando en segundo lugar detrás de Rey León y marcando la mayor apertura para una cinta de Tarantino. ComScore informó que el 47% de los miembros de la audiencia fueron a ver la película por quién era el director (en comparación con el típico 7%) y el 37% fue por el reparto (en comparación con el 18%). La película recaudó $ 20 millones de dólares en su segundo fin de semana, lo que representó una caída "agradable" de solo el 51% y terminó en tercer lugar, obteniendo $ 11.6 millones y $ 7.6 millones de dólares los fines de semana posteriores.

### Respuesta de la crítica
En el sitio web del agregador de reseñas Rotten Tomatoes, la película tiene una calificación de aprobación del 85% basada en 464 reseñas, con una calificación promedio de 7.8/10. El consenso crítico del sitio dice: "Sin restricciones, pero sólidamente diseñada, Érase una vez en Hollywood modera los impulsos provocativos de Tarantino con la claridad de la visión de un cineasta maduro". El sitio web Metacritic asignó a la película una puntuación promedio ponderada de 83 de 100, basada en 61 críticos, que indica "aclamación universal". El público encuestado por CinemaScore le dio a la película una calificación promedio de "B" en una escala de A + a F, mientras que aquellos en PostTrak le dieron un promedio de 4 de 5 estrellas y un 58% de "recomendación definitiva".
The Hollywood Reporter dijo que los críticos tenían "una visión general positiva" de la película. Algunos la llamaron "la carta de amor de Tarantino a la década de 1960 en Los Ángeles'" y elogiaron sus elecciones de reparto y escenario, aunque otros estaban "divididos en su final". Al escribir para ReelViews, James Berardinelli dijo que la película fue "hecha por un amante del cine para los amantes del cine, e incluso aquellos que no califican aún pueden disfrutar al máximo". Brian Tallerico, de RogerEbert.com, le dio a la película cuatro de cuatro estrellas, calificándola de "en capas y ambiciosa, el producto de un cineasta confiado que trabaja con colaboradores completamente en sintonía con su visión". Al escribir para Variety, Owen Gleiberman calificó a la película como un "collage embriagador de una película, pero no, al final, una obra maestra". Peter Bradshaw, de The Guardian, le dio cinco de cinco estrellas, elogió las actuaciones de Pitt y DiCaprio y la calificó de "escandalosa, desorientadora, irresponsable y también brillante". Steve Pond, de TheWrap, dijo: "Grande, descarada, ridícula, demasiado larga y, al final, estimulante, la película es un gran patio de recreo para que su director fetiche la vieja cultura pop y lleve su alegre perversidad al oficio de hacer películas".
Katie Rife, de The A.V. Club, le dio a la película una B +, calificándola como una "melancólica película de crisis de mediana edad" de Tarantino. Richard Brody, de The New Yorker, la calificó como una "visión obscenamente regresiva de los años sesenta" que "celebra el estrellato masculino blanco (y el comando detrás de escena) a expensas de todos los demás". En Little White Lies, Christopher Hooton describió la película como "ocasionalmente tediosa" pero "constantemente impresionante", y señaló que no parecía ser tanto una "carta de amor a Hollywood" como un "obituario por un momento en la cultura. Parece poco probable que resucite".
No obstante, sorprendió negativamente al crítico Carlos Boyero por su «lamentable falta de gracia, por una trama que no se sabe bien adónde pretende conducir, por diálogos insustanciales y carentes de ingenio [...], por situaciones alargadas hasta el aburrimiento». Boyero concluyó que «el desenlace, hablando de hechos reales, pretende ser insólito y gracioso. Da igual».

## Premios y candidaturas
Premios Óscar
| Categoría                  | Candidatos                                         | Resultado |
| -------------------------- | -------------------------------------------------- | --------- |
| Mejor película             | David Heyman, Shannon McIntosh y Quentin Tarantino | Candidato |
| Mejor actor                | Leonardo DiCaprio                                  | Candidato |
| Mejor actor de reparto     | Brad Pitt                                          | Ganador   |
| Mejor fotografía           | Robert Richardson                                  | Candidato |
| Mejor diseño de vestuario  | Arianne Phillips                                   | Candidato |
| Mejor director             | Quentin Tarantino                                  | Candidato |
| Mejor diseño de producción | Barbara Ling y Nancy Haigh                         | Ganador   |
| Mejor edición de sonido    | Wylie Stateman                                     | Candidato |
| Mejor mezcla de sonido     | Michael Minkler, Christian P. Minkler y Mark Ulano | Candidato |
| Mejor guion original       | Quentin Tarantino                                  | Candidato |

Globos de Oro
| Categoría                          | Candidatos                    | Resultado |
| ---------------------------------- | ----------------------------- | --------- |
| Mejor película - Musical o comedia | Once Upon a Time in Hollywood | Ganador   |
| Mejor actor - Musical o comedia    | Leonardo DiCaprio             | Candidato |
| Mejor actor de reparto             | Brad Pitt                     | Ganador   |
| Mejor director                     | Quentin Tarantino             | Candidato |
| Mejor guion                        | Quentin Tarantino             | Ganador   |

Critics' Choice Award
| Categoría                     | Receptor                      | Resultado |
| ----------------------------- | ----------------------------- | --------- |
| Mejor película                | Once Upon a Time in Hollywood | Ganadora  |
| Mejor actor                   | Leonardo DiCaprio             | Candidato |
| Mejor actor de reparto        | Brad Pitt                     | Ganador   |
| Mejor actor o actriz joven    | Julia Butters                 | Candidata |
| Mejor reparto actoral         | Once Upon a Time in Hollywood | Candidato |
| Mejor director                | Quentin Tarantino             | Candidato |
| Mejor guion original          | Quentin Tarantino             | Ganador   |
| Mejor cinematografía          | Robert Richardson             | Candidato |
| Mejor diseño de producción    | Barbara Ling, Nancy Haigh     | Ganadoras |
| Mejor edición                 | Fred Raskin                   | Candidato |
| Mejor diseño de vestuario     | Arianne Phillips              | Candidata |
| Mejor peluquería y maquillaje | Once Upon a Time in Hollywood | Candidata |

Premios del Sindicato de Actores
| Categoría                      | Receptor                      | Resultado  |
| ------------------------------ | ----------------------------- | ---------- |
| Mejor reparto                  | Once Upon a Time in Hollywood | Candidatos |
| Mejor actor                    | Leonardo DiCaprio             | Candidato  |
| Mejor actor de reparto         | Brad Pitt                     | Ganador    |
| Mejor reparto de especialistas | Once Upon a Time in Hollywood | Candidatos |

BAFTA
| Categoría                  | Receptor                      | Resultado  |
| -------------------------- | ----------------------------- | ---------- |
| Mejor película             | Once Upon a Time in Hollywood | Candidata  |
| Mejor director             | Quentin Tarantino             | Candidato  |
| Mejor guion original       | Quentin Tarantino             | Candidato  |
| Mejor actor                | Leonardo DiCaprio             | Candidato  |
| Mejor actor de reparto     | Brad Pitt                     | Ganador    |
| Mejor actriz de reparto    | Margot Robbie                 | Candidata  |
| Mejor casting              | Victoria Thomas               | Candidata  |
| Mejor edición              | Fred Raskin                   | Candidato  |
| Mejor diseño de producción | Barbara Ling, Nancy Haigh     | Candidatas |
| Mejor diseño de vestuario  | Arianne Phillips              | Candidata  |

64.ª edición de los Premios Sant Jordi
| Categoría                           | Receptor      | Resultado |
| ----------------------------------- | ------------- | --------- |
| Mejor actriz en película extranjera | Margot Robbie | Ganadora  |

Otros reconocimientos
| Premios                                                  | Categoría                                                      | Receptor                                                          | Resultado  |
| -------------------------------------------------------- | -------------------------------------------------------------- | ----------------------------------------------------------------- | ---------- |
| Premios Satellite                                        | Mejor película de comedia o musical                            | Once Upon a Time in Hollywood                                     | Ganadora   |
| Premios Satellite                                        | Mejor actor de comedia o musical                               | Leonardo DiCaprio                                                 | Candidato  |
| Premios Satellite                                        | Mejor actor de reparto                                         | Brad Pitt                                                         | Candidato  |
| Premios Satellite                                        | Mejor director                                                 | Quentin Tarantino                                                 | Candidato  |
| Premios Satellite                                        | Mejor guion original                                           | Quentin Tarantino                                                 | Candidato  |
| Premios Satellite                                        | Mejor edición y mezcla de sonido                               | Wylie Stateman, Mark Ulano, Michael Minkler, Christian P. Minkler | Candidatos |
| Premios Satellite                                        | Mejor dirección de arte y diseño de producción                 | Barbara Ling, Nancy Haigh                                         | Candidatas |
| Hollywood Critics Association Awards                     | Mejor película                                                 | Once Upon a Time in Hollywood                                     | Candidata  |
| Hollywood Critics Association Awards                     | Mejor actor                                                    | Leonardo DiCaprio                                                 | Candidato  |
| Hollywood Critics Association Awards                     | Mejor actor de reparto                                         | Brad Pitt                                                         | Candidato  |
| Hollywood Critics Association Awards                     | Mejor director masculino                                       | Quentin Tarantino                                                 | Candidato  |
| Hollywood Critics Association Awards                     | Mejor actuación por un actor o actriz menor de 23 años o menor | Julia Butters                                                     | Candidata  |
| Hollywood Critics Association Awards                     | Mejor reparto                                                  | Once Upon a Time in Hollywood                                     | Candidata  |
| Hollywood Critics Association Awards                     | Mejor película taquillera                                      | Once Upon a Time in Hollywood                                     | Candidata  |
| Hollywood Critics Association Awards                     | Mejor fotografía                                               | Robert Richardson                                                 | Candidato  |
| Hollywood Critics Association Awards                     | Mejor diseño de vestuario                                      | Arianne Phillips                                                  | Candidata  |
| Hollywood Critics Association Awards                     | Mejor edición                                                  | Fred Raskin                                                       | Candidato  |
| National Board of Review                                 | Mejor director                                                 | Quentin Tarantino                                                 | Ganador    |
| National Board of Review                                 | Mejor actor de reparto                                         | Brad Pitt                                                         | Ganador    |
| National Board of Review                                 | Top 10 Films                                                   | Once Upon a Time in Hollywood                                     | Ganadora   |
| Holywood Music in Media Awards                           | Supervisión de música sobresaliente - Película                 | Mary Ramos                                                        | Ganadora   |
| AFI Awards                                               | Top 10 Películas del año                                       | Once Upon a Time in Hollywood                                     | Ganadora   |
| Premios Grammy                                           | Mejor banda sonora compilada para medios visuales              | Quentin Tarantino, Mary Ramos                                     | Candidato  |
| Golden Trailer Awards                                    | Mejor teaser                                                   | Once Upon a Time in Hollywood                                     | Ganadora   |
| Golden Trailer Awards                                    | Mejor póster de blockbuster de verano                          | Once Upon a Time in Hollywood                                     | Candidato  |
| Festival de Cannes                                       | Palm Dog                                                       | Brandy                                                            | Ganadora   |
| New York Film Critics Circle Awards                      | Mejor guion                                                    | Quentin Tarantino                                                 | Ganador    |
| New York Film Critics Online Awards                      | Top Ten Films of 2019                                          | Once Upon a Time in Hollywood                                     | Ganadora   |
| Atlanta Film Critics Circle Awards                       | Mejor actor de reparto                                         | Brad Pitt                                                         | Ganador    |
| Atlanta Film Critics Circle Awards                       | Top 10 Films                                                   | Once Upon a Time in Hollywood                                     | Ganador    |
| Toronto Film Critics Association                         | Mejor actor de reparto                                         | Brad Pitt                                                         | Ganador    |
| Philadelphia Film Critics Circle                         | Mejor película                                                 | Once Upon a Time in Hollywood                                     | Candidata  |
| Philadelphia Film Critics Circle                         | Mejor director                                                 | Quentin Tarantino                                                 | Candidato  |
| Philadelphia Film Critics Circle                         | Mejor actor de reparto                                         | Brad Pitt                                                         | Ganador    |
| Philadelphia Film Critics Circle                         | Mejor guion                                                    | Once Upon a Time in Hollywood                                     | Candidata  |
| Philadelphia Film Critics Circle                         | Mejor banda sonora                                             | Once Upon a Time in Hollywood                                     | Ganadora   |
| Detroit Film Critics Society                             | Mejor película                                                 | Once Upon a Time in Hollywood                                     | Candidata  |
| Detroit Film Critics Society                             | Mejor director                                                 | Quentin Tarantino                                                 | Candidato  |
| Detroit Film Critics Society                             | Mejor actor de reparto                                         | Brad Pitt                                                         | Candidato  |
| Detroit Film Critics Society                             | Mejor reparto                                                  | Once Upon a Time in Hollywood                                     | Ganadora   |
| Detroit Film Critics Society                             | Mejor guion                                                    | Quentin Tarantino                                                 | Candidato  |
| Detroit Film Critics Society                             | Mejor uso de música                                            | Once Upon a Time in Hollywood                                     | Ganadora   |
| Seattle Film Critics Society                             | Mejor película del año                                         | Once Upon a Time in Hollywood                                     | Candidata  |
| Seattle Film Critics Society                             | Mejor actor de reparto                                         | Brad Pitt                                                         | Candidato  |
| Seattle Film Critics Society                             | Mejor reparto                                                  | Once Upon a Time in Hollywood                                     | Candidata  |
| Seattle Film Critics Society                             | Mejor fotografía                                               | Robert Richardson                                                 | Candidato  |
| Seattle Film Critics Society                             | Mejor diseño de vestuario                                      | Arianne Phillips                                                  | Candidata  |
| Seattle Film Critics Society                             | Mejor edición                                                  | Fred Raskin                                                       | Candidato  |
| Seattle Film Critics Society                             | Mejor diseño de producción                                     | Barbara Ling, Nancy Haigh                                         | Ganadoras  |
| Seattle Film Critics Society                             | Mejor interpretación joven                                     | Julia Butters                                                     | Candidata  |
| Cinema Audio Society Awards                              | Mejor mezcla de sonido                                         | Mark Ulano, Michael Minkler, Christian Minkler, Kyle Rochlin      | Candidatos |
| Eddie Awards (American Cinema Editors)                   | Mejor edición de película - comedia                            | Fred Raskin                                                       | Candidato  |
| AARP Movies for Grownups Awards                          | Mejor película para mayores                                    | Once Upon a Time in Hollywood                                     | Candidata  |
| AARP Movies for Grownups Awards                          | Elección de los lectores                                       | Once Upon a Time in Hollywood                                     | Candidata  |
| AARP Movies for Grownups Awards                          | Mejor actor de reparto                                         | Brad Pitt                                                         | Candidato  |
| AARP Movies for Grownups Awards                          | Mejor guionista                                                | Quentin Tarantino                                                 | Candidato  |
| AARP Movies for Grownups Awards                          | Mejor director                                                 | Quentin Tarantino                                                 | Candidato  |
| AARP Movies for Grownups Awards                          | Mejor cápsula de tiempo                                        | Once Upon a Time in Hollywood                                     | Candidata  |
| Southeastern Film Critics Association Awards             | Top 10 películas                                               | Once Upon a Time in Hollywood                                     | Ganadora   |
| Southeastern Film Critics Association Awards             | Mejor actor de reparto                                         | Brad Pitt                                                         | Ganador    |
| Southeastern Film Critics Association Awards             | Mejor fotografía                                               | Robert Richardson                                                 | Candidato  |
| New Mexico Critics Awards                                | Mejor actor de reparto                                         | Brad Pitt                                                         | Ganador    |
| New Mexico Critics Awards                                | Mejor diseño de producción                                     | Once Upon a Time in Hollywood                                     | Ganadora   |
| California on Locations Awards                           | Director de locaciones del año - Largometraje de estudio       | Rick Schuler                                                      | Ganador    |
| California on Locations Awards                           | Equipo de locaciones del año - Largometraje de estudio         | Once Upon a Time in Hollywood                                     | Ganadora   |
| California on Locations Awards                           | Asistente de director de locaciones                            | Scott Fitzgerald                                                  | Ganador    |
| Art Directors Guild Awards                               | Mejor diseño de producción - película de época                 | Barbara Ling                                                      | Ganadora   |
| Hollywood Make-Up Artists and Hair Stylists Guild Awards | Mejor maquillaje de personaje                                  | Heba Thorisdottir, Gregory Funk                                   | Candidatas |
| Hollywood Make-Up Artists and Hair Stylists Guild Awards | Mejor peluquería de personaje                                  | Janine Rath-Thompson, Michelle Diamantides                        | Candidatas |
| People's Choice Awards                                   | Mejor película de drama                                        | Once Upon a Time in Hollywood                                     | Candidata  |
| People's Choice Awards                                   | Estrella de drama                                              | Brad Pitt                                                         | Candidato  |
| People's Choice Awards                                   | Estrella de drama                                              | Leonardo DiCaprio                                                 | Candidato  |